# Cassandra Korhonen
Cassandra Korhonen, född 1 januari 1998, är en svensk fotbollsspelare som spelar för Benfica.

## Karriär
I december 2021 värvades Korhonen av Benfica.